# ابن شهرآشوب
ابوجعفر، محمد بن علی بن شهرآشوب بن ابونصر بن ابوالجیش ساروی مازندرانی ملقب به رشیدالّدین و عزالدّین و مشهور به اِبنِ شَهْرْآشوب (۴۸۹–۱۶ شعبان ۵۸۸ هجری قمری، ۴۷۵ یا ۴۷۶–۱۲ شهریور ۵۷۱ هجری خورشیدی، ۱۰۹۶–۲۷ اوت ۱۱۹۲ میلادی)، مفسر، محدث، ادیب و فقیه بزرگ شیعه است. تنها یک‌جا کنیه‌اش «ابوعبدالله» آمده و از آن‌جا وارد منابع اخیر شده‌است.

## زندگی‌نامه

### زادن و کودکی
از نسبت «سَرَوی» که به وی، پدر و جدش داده‌اند، برمی‌آید که اصل این خاندان از ساری مازندران بوده‌است. این فقیه فرزانه در جمادی‌الثانی سال ۴۸۸ ق (خرداد یا تیر ۴۷۴ ش) (و به گفتاری در ۴۸۹ ق) زاده شد. وی از کودکی به دانش‌آموزی پرداخت، چنان‌که در هشت‌سالگی قرآن را از بر می‌دانسته‌ است.

### دوران بزرگ‌سالی و سفرها
دربارهٔ سفرهای علمی‌اش تنها به این نکته اشاره شده که در پی درگیری با فرماندار مازندران، آن‌جا را ترک کرده راه بغداد سپَرده‌است. ورودش به بغداد در ایام خلافت مقتفی (۵۱۴/۱۵–۵۳۸/۳۹ خورشیدی) بود. وی در این شهر به اندرز و مناظره پرداخت و نزد خلیفه ارجی یافت، ولی پس از مدتی اقامت در بغداد آن شهر را فروهشته به موصل و سپس به حلب رفت. از بررسی مشایخ ابن شهرآشوب در مقدمهٔ مناقب وی برمی‌آید که پیش از ترک مازندران سفرهایی به خراسان کرده‌است: از شنید وی از فتال نیشابوری که در ۵۰۸ ق برابر ۴۹۳/۹۴ درگذشته، می‌توان نتیجه گرفت که ابن شهرآشوب اندکی پیش از این تاریخ در نیشابور بوده‌است. همچنین استماعش از شحامی و روایت مسند ابویعلی از او، با عنایت به این که شحامی روایت مسندها را از حدود ۵۱۳ ق یا ۴۹۳ ه‍.ش در نیشابور آغاز کرده و تا هنگام وفات (۵۳۳ ق یا ۵۱۷/۱۸ ه‍. ش) ادامه داده‌است، می‌توان دریافت که در این میان سفری دیگر به نیشابور کرده‌است. روایت مستقیم الکشاف زمخشری و مجمع البیان تفرشی (تبرسی) می‌نماید که وی در سال‌های ۵۲۸ (۵۱۲/۱۳) تا ۵۳۸ (۵۲۲/۲۳) بین تألیف الکشاف و وفات زمخشری، ظاهراً در خوارزم باش دیدار کرده و نیز پس از ۵۳۶ ق (۵۲۰/۲۱ خورشیدی)-سالی که تفرشی از تألیف مجمع البیان آسوده شد- در سبزوار با او دیدار کرده‌است.
ابن شهرآشوب پس از سالیانی اقامت در حوزه‌های علمیهٔ ایران و استفاده از محضر دانشمندان و استادان بزرگ و مسافرت‌های علمی در سرزمین‌های مختلف ایران (مازندران، مشهد مقدّس، نیشابور، سبزوار، ری، کاشان، اصفهان و همدان) در سال ۵۴۷ ق. با کوله‌باری از دانش و معنویت از شهر همدان به بغداد ره سپَرد. وی در بغداد که پایتخت عباسیان و مشهورترین مرکز علوم اسلامی آن روزگار بود و دانشمندان بسیاری درش زندگی می‌کردند اقامت گزید و به آموزش دادن دانش‌ها و فنون مختلف پرداخت و هم در آن رشته‌ها کتاب‌ها نوشت. ابن شهرآشوب در همان سال‌های جوانی که در ایران و عراق تحصیل می‌کرد، آموزش هم می‌داد. «وی هر علمی از علوم اسلامی را که به حدّ کمال دارا بود، شروع به تدریس آن علم می‌کرد».
همچنین از شنیدش از ابوالحسن بیهقی و شوهانی برمی‌آید که در بیهق و مشهد نیز بوده‌است. ابن شهرآشوب سفرهایی نیز به مناطق مرکزی ایران کرده که به احتمال قوی در مسیر وی از مازندران به بغداد بوده‌است، زیرا استماعش از ابوالفتوح رازی، سید فضل‌الله راوندی، ابوشکر صفار و ابوالعلای همدانی و برخی دیگر از مشایخ مذکور در مقدمهٔ مناقب، نشان می‌دهد که ظاهراً و در مواردی مطمئناً به ری، کاشان، اصفهان و همدان سفر کرده و از قراین گوناگون از جمله این نکته که ابوالعلا تنها در ۵۴۶ (۵۳۰/۳۱) تا ۵۴۸ (۵۳۲) در همدان بوده، می‌نماید که این دورهٔ سفر در حوالی ۵۴۷ ق (۵۳۱تقریباً خورشیدی) بوده‌است. ابن شهرآشوب گویا پیرامون همین سال‌ها پس از ترک همدان وارد بغداد شده و به هر حال ورودش به بغداد -چنان‌که گذشت- در دوران خلافت مقتفی بوده‌است.
شنید وی از ابوالوقت سجری نشان می‌دهد که تا سال‌های ۵۵۲–۵۵۳ ق (۵۵۲–۵۵۴ ه‍. ش) در این شهر ساکن بوده و انگار تا زمان خلافت مستضی نیز در بغداد می‌زیسته‌است.
با این‌که در زمان ابن شهرآشوب دانشمندان و عالمان بزرگی وجود داشته‌اند که مورد احترام مردم و از جایگاه ویژه‌ای برخوردار بوده‌اند، در این میان ابن شهرآشوب امتیاز و برجستگی خاصّی داشت و مقام علمی و موفقیتش از دیگران نمایان‌تر بود. او به هر شهری از مملکت‌های اسلامی دارای حوزهٔ علمیه که می‌رفت، سرآمدشان می‌گشت و کار آموختن به دیگران و بحث و پرورش شاگردان را جدی و چشمگیرتر آغاز می‌کرد.
در دوران خلافت مستضی به خاطر کوشش در گسترش باورها و افکار حنبلی و اقتدار علمای حنبلی، بغداد دیگر جای خوبی نبود، در واقع نخست‌های دوران خلافت مستضیئ ابن شهرآشوب در بغداد بود و مستضیئی در تقویت افکار و گسترش باورها و اقتدار علمای حنبلی سعی و کوشش می‌کرد. رفته‌رفته فعالیت‌های چشم‌گیر ابن شهرآشوب از سوی مخالفان نادیده انگاشته می‌شد و او را تضعیف می‌کردند، از این رو بغداد دیگر مکان مناسبی برای ارایهٔ فعالیت ابن شهرآشوب نبود. وی بغداد را به قصد شهر تاریخی و عالم‌پرور حله ترک کرد و به آن دیار مهاجرت ساخت. ابن شهرآشوب در سال ۵۶۷ ه‍.ق برابر ۵۵۰ یا ۵۵۱ ه‍.خ کرسی درسش را در حله رونق بخشید و شروع به آموختن و شاگردپروری کرد. هم‌چنین این‌گونه می‌نماید که در همین سفر و ابن بطریق ازش حدیث شنیده‌اند. ۲۴ سفرش به موصل گویا هنگام وزارت جلال‌الدین ابوالحسن علی بن محمد در ۵۷۱ق یا ۵۵۴ خورشیدی صورت گرفته‌است و احتمالاً با برکناری‌اش از وزارت در ۵۷۳ ق (۵۵۶ یا ۵۵۷)، ابن شهرآشوب موصل را به آهنگ حلب (شهر ستارگان) -که از زمان حمدانیان پناهگاه شیعیان گشته‌بود- ترک کرد.
نویسندهٔ روضات الجنات می‌گوید: «علت انتقال ابن شهرآشوب از عراق به شهر حلب آن بود که شهرستان مزبور در آن روزگار مجمع رجال و بزرگان بوده و مردمِ آن‌جا هم عموماً با امامی‌مذهبان به خوبی رفتار می‌کرده[اند] و به مناسبت این‌که شهرستان حلب تحت نظر آل حمدان بود که امامی‌مذهب بوده‌اند… نسبت به علمای شیعه احترام می‌کردند.»

### درگذشت
او در شب جمعهٔ ۲۲ شعبان ۵۸۸ ه‍.ق تقریباً برابر ۱۸ شهریور ۵۷۱ ه‍. خ در حلب درگذشت و در جبل الجوشن در نزدیکی محلی مشهور به مشهد الحسین (ع) به خاک سپرده شد به خطا وفات او را در مشهد گنج‌افروز از روستاهای بارفروش (بابل) دانسته اظهار کرده‌اند که آرامگاهش در آن‌جا زیارتگاه مردم است.
محدث شیخ عباس قمی در کتاب الکنی و الالقاب (کنیه‌ها و القاب) ش ابیاتی را از پسر ابوالطی در وصف ابن شهرآشوب به شرح زیر نقل کرده‌است:
| هو البحر لابل دون ماعلمه البحر    |  | هو البدر لابل دون طلعته البدر |
| هو الغم لابل دونه النجم رتبه      |  | هو الدرّ لابل بدون منطقه الدر  |
| هو العالم المشهور فی الدهر و الذی |  | بین ارباب النهی افتخر الدهر   |

## جایگاه علمی

### استادان
ابن شهرآشوب درس استادان بسیاری را درک کرده که از جمله آنها می‌توان از احمد غزالی، جارالله زمخشری، ابوعلی طبرسی، ابوالحسن بیهقی فرید خراسان، خطیب خوارزمی و قطب‌الدین راوندی نام برد. شنید ابن شهرآشوب از ابوحامد غزالی برخلاف آنچه از ظاهر عبارت مناقب (۱/۱۱) برمی‌آید، بعید به نظر می‌رسد، زیرا غزالی از ۵۰۰ ه‍.ق برابر ۴۸۵ یا ۴۸۶ ه‍.خ کرسی آموزش دادن را رهاند، و ابن شهرآشوب در این تاریخ تنها یازده سال داشته و نمی‌توانسته به سفر بپردازد.
کلاً افراد زیر را استادان شیخ دانسته‌اند:
1. شیخ شهرآشوب (نیای بزرگوارش)[۲۱]
2. شیخ علی (پدر دانشمندش).[۲۲]
3. واعظ نیشابوری معروف به «صاحب روضة الواعظین» و «فتّال نیشابوری». این عالم بزرگ شیعه را در سال ۵۰۸ ق؛ و ۴۹۳/۴ ه‍.ش در شهر نیشابور به شهادت رساندند.
4. شیخ ابوعلی فضل بن حسن تفرشی (طبرسی) مفسر بلندآوازهٔ شیعه و از عالمان و محدثان بزرگ قرن ششم هجری است که دارای تألیفات زیادی چون: تفسیر مجمع البیان و جوامع الجامع، اعلام الوری و… می‌باشد.
5. ابومنصور طبرسی، نویسنده کتاب ارزشمند «الاحتجاج». ابن شهرآشوب در کتاب رجالی خود «معالم العلماء» به بزرگی از او یاد کرده و دربارهٔ آثارش می‌نویسد: «استادم احمد بن ابوطالب طبرسی، کتاب‌های مختلفی دارد از جمله: الکافی در فقه و…»[۲۳]
6. قاضی سید ناصح‌الدین آمدی (درگذشتهٔ ۵۳۵ ه‍.ق یا ۵۳۴ ره. ش) صاحب کتاب ارزندهٔ «غرر الحِکم و دِررُ الکلم».[۲۴]
7. ابوالفتوح رازی[۲۵]
8. عبدالجلیل قزوینی رازی (درگذشتهٔ۵۶۰ ه‍.ق برابر ۵۴۳/۴۴ خ) از دانشمندان بزرگ عصرش و از استادان بلندپایهٔ ابن شهرآشوب بود که دارای کتاب معروفی به نام «النقض» می‌باشد.[۲۶]
9. سید فضل‌الله راوندی (درگذشتهٔ ۵۶۲ ه‍.ق برابر ۵۴۵/۴۶ خ)[۲۷]
10. قطب‌الدین راوندی (درگذشتهٔ ۵۷۳ ه‍.ق برابر ۵۵۶/۵۷ ه‍. خ)[۲۸]
11. ابوالحسن علی بن ابوالقاسم بیهقی، معروف به ابن فندق (درگذشتهٔ ۵۶۵ ه‍.ق برابر ۵۴۸ یا ۵۴۹ ه‍. خ) او مورخ سرشناسی سرزمین دانش‌پرور سبزوار و خراسان و یکی از دانایان بزرگ شیعه در سدهٔ ششم هجری است.[۲۹]

ابن شهرآشوب همچنین در محضر گروهی از علمای اهل سنت نیز تحصیل کرده‌است که سرشناس‌ترین آنها ایشانند:
1. ابوعبدالله محمد بن احمد نطنزی، گردآور کتاب «الخصائص العلویة علی سائر البریة».[۳۰]
2. جارالله زمخشری معتزلی (درگذشتهٔ ۵۳۸ ه‍.ق برابر ۵۲۲/۲۳ خورشیدی)، ابن شهرآشوب در نزد او کتاب «تفسیر کشّاف» و «ربیع الابرار» و «الفایق فی غریب الحدیث» را -که همه از تألیفات خود زمخشری است- خوانده و از این استاد اجازهٔ نقل روایات آن کتاب‌ها را نیز گرفته‌است.[۳۱]

### شاگردان
از شاگردان و راویان ابن شهرآشوب می‌توان ابن ادریس حلی، ابن بطریق حلی، ابن ابوطی حلبی و ابن زهرهٔ حلبی را نام برد. در اثر برداشتی نادرست از عبارت علامهٔ حلی که از ابن شهرآشوب به «شیخنا» (شیخ ما) تعبیر کرده، علامهٔ حلی را از شاگردان وی دانسته‌است، لاکن با توجه به زادن علامهٔ حلی در ۶۴۸ ق برابر ۶۲۹ یا ۶۳۰ خورشیدی، این نشدنی است.
وی زمانی که در شهرهای بغداد، حله و موصل می‌زیست و در اواخر عمر که در شهر حلب بود، و در دیگر شهرهای اسلامی، شاگردان بسیاری تربیت کرد که از این میان به افراد زیر شاید سرشناس‌ترند:
1. علامه سید محمد بن زهرهٔ حلبی (درگذشتهٔ پس از ۵۸۵ ق یا ۵۶۷ ه‍. ش)
2. شیخ جمال‌الدین ابوالحسن علی بن شعرهٔ حلی جامعانی (درگذشتهٔ ۵۸۱ برابر ۵۶۴ یا ۵۶۵ ه‍. خ)
3. شیخ تاج‌الدین حسن بن علی دربی
4. شیخ یحیی بن محمد سوراوی
5. یحیی بن ابوطی حلبی
6. سید کمال‌الدین حیدرحسینی

### مورد اعتماد بودن
ابن شهرآشوب یکی از استادان دانش حدیث و اجازه‌دار نقل حدیث بوده‌است. از استادانش اجازهٔ نقل روایت داشته و ازشان روایت می‌کرده‌است، از جمله آنها: شیخ ابومنصور طبرسی، محدث شیخ علی ابن شهرآشوب، شیخ شهرآشوب، شیخ ابوعلی فضل بن حسن طبرسی (صاحب تفسیر مجمع البیان)، شیخ جمال‌الدین ابوالفتوح رازی، قطب‌الدین راوندی و… می‌باشد.
از حیث توثیق رجالی تا سدهٔ ۱۱ق دربارهٔ وی سکوت شده و در این سده میرداماد اجتهاداً معتبرش شمرده و پس از آن در کتب رجالی مکرراً به توثیقش پرداخته شده‌است.

### مهارت‌ها
زبردستی ابن شهرآشوب در علوم قرآنی و حدیث و رجال از آثار بازمانده‌اش به‌خوبی هویدا است. گرچه کتابی شناخته در فقه و اصول نداشته، در این دو رشته بسیار آگاه بوده‌است، چنان‌که شاگردانش را اغلب با لقب فقیه یادش می‌کردند.
در شعر نیز دستی داشت و این مطالب از توجه به گزیده‌های شعر در کتاب مناقب آل ابی‌طالب و نیز از خاتمهٔ معالم العلماء در ذکر شاعران اهل بیت برمی‌آید. وی خود نیز شعر می‌سروده و از وی اشعاری پراکنده در فضائل امامان در کتاب مناقب آمده‌است.

## آثار و گردآوری‌ها

### آثار چاپی

#### مناقب آل ابی طالب(:نازمایه‌های فرزندانابوطالب)
مناقب آل ابی طالب (نازمایه‌های فرزندان ابوطالب) نخست در ۱۳۱۳ ه‍.ق برابر ۱۲۷۴/۷۵ ه‍.خ در بمبیی و سپس بارها در ایران و عراق چاپ شده‌است. به قرینهٔ روایت ابن شهرآشوب از ابوالوقت سگزی (سجزی) گردآوری این کتاب اندکی پس از ۵۵۳ ق و ۵۳۶ ه‍.خ در بغداد صورت گرفته‌است.
گردآور مفصل در پیش‌گفتار به انگیزهٔ تألیف پرداخته‌است. طبق آنچه در دیباچهٔ مناقب آمده، این کتاب با ذکر مناقب پیامبر (ص) آغاز شده به ذکر ائمه پرداخته، به یاد صحابه و تابعین ختم می‌شده‌است، اما نسخه‌های موجود کتاب با یاد امام حسن عسکری (ع) به انجام می‌رسد. این احتمال که اساساً بخش پایانی کتاب را ابن شهرآشوب تألیف نکرده‌باشد، منتفی است، زیرا خود به بخش مربوط به امام مهدی (ع) ارجاع کرده، و ابن تاووس از آن بخش کتاب قطعاتی نقل کرده‌است.
کتاب مناقب و برخی شواهد می‌توان نتیجه گرفت که مناقب را حسینِ جبر تلخیص کرده‌است و نخب المناقب (گزیدهٔ مناقب) نام یافته‌است. ویژگی‌هایی که حسین جبر برای کتاب مناقب آورده، می‌نماید که نسخهٔ مورد استفاده‌اش از نظر آوردن اسناد و جداسازی احادیث کامل‌تر از نسخهٔ موجود، و از نظر حجم مفصل‌تر از آن بوده‌است. بر همین پایه نوری نتیجه گرفته که نسخهٔ حاضر در واقع همان نخب المناقب پسر جبر یا چکیدهٔ دیگری از مناقب است. به هر حال با توجه به نقص بخش پایانی کتاب مناقب و نیز نیافتن برخی از مطالب موجود در نخب (همچون سخن جوینی در مورد سند حدیث غدیر) نسخهٔ حاضر مناقب نسبت به متن اصلی کاستی‌هایی دارد، ولی مقایسه‌اش با نسخه‌های نخب المناقب پسر جبر نشان می‌دهد که کتاب موجود همان نخب المناقب نیست.
این کتاب را حسین صابری عضو هیئت علمی دانشگاه فردوسی مشهد به فارسی برگردانده و این ترجمه با ویرایش محمدرضا مروارید در شش جلد از سوی شرکت انتشارات علمی و فرهنگی در تهران انتشار یافته‌است.

#### معالم العلماء(:نشانه‌های دانشمندان)
این کتاب بار نخست در ۱۳۵۳ ق برابر ۱۳۱۳/۱۴ ه‍.خ به کوشش عباس اقبال در تهران و بار دیگر در ۱۳۸۰ ه‍.ق برابر ۱۳۳۹/۴۰ ه‍.ش در نجف به چاپ رسیده‌است. از این‌که در برخی نسخه‌های معالم العلماء برخلاف نسخهٔ چاپی نجف (ص ۱۱۹) از کتاب متشابه القرآنٍ مؤلف یادی نشده، می‌توان حدس زد که معالم پیش متشابه القرآن تألیف شده‌است، پس گردآوری معالم باید اندکی پیش از ۵۷۰ ق برابر ۵۵۳/۵۴ ه‍.خ (تاریخ پایان تألیف متشابه‌القرآن) و احتمالاً در حله صورت گرفته‌باشد. کتاب معالم در واقع برگرفته‌ای است که از فهرست توسی که چیزهایی بدان افزوده‌است. این اثر یکی از کتاب‌های عمدهٔ فهرست و رجال شیعه در فاصله سدهٔ پنجم تا هشتم قمری و اواخر سدهٔ چهارم تا اواخر سدهٔ نهم خورشیدی به‌شمار می‌رود.

#### متشابه القرآن و مختلفه(:همانندی‌های قرآن و گوناگونی‌هایش)
این کتاب در تفسیر قرآن می‌باشد. گردآور کتاب را در ۵۷۰ ق باربر ۵۵۳/۵۴ ه‍.ش به فرجام رسانید. ابن شهرآشوب در آن آیات متشابه قرآن را به ترتیب موضوعی بررسی کرده‌است و موضوعاتش اصول عقاید، فقه، اصول فقه، دانش‌های قرآن، ادبیات و … است. این کتاب در تهران در دو جلد ۱۳۶۹ ق برابر ۱۳۲۸/۲۹ ه‍.خ به چاپ رسیده‌است.
علامهٔ درگذشته سید هبةالدین شهرستانی دربارهٔ این کتاب چیزهایی گفته، و نوشته‌است: «این کتاب گران‌قدر دارای سبک و اسلوب زیبا، و در اعصار و شهره و ممالک، مورد توجه خاص دانشمندان بوده‌است؛ و چه بسا که نخستین کتاب در موضوع خود باشد. مصنفِ علامه و ذوفنون آن، آیات متشابه قرآن را نخست از ابواب توحید [یگانگی خدا]، سپس عدل [داد] و تنزیه [پیراسته دانستن] خداوند، و پس از آن ابواب امامت تا معاد [رستاخیز] را مورد بحث و بررسی قرار داده و از آن پس ابواب فقه و تشریع احکام اسلامی را به ترتیب کتب فقهی مطرح ساخته، و در آخر از فنون ادبی و عربی قرآن سخن گفته‌است. فصاحت و شیوایی لفظ، بلاغت و رسایی معنی آن با ایجاز و اختصاری که ابن شهرآشوب در آن رعایت کرده‌است، اقتضای آن را دارد که این کتاب نفیس جزو برنامهٔ درسی قرار گیرد.»
این کتاب نیز به قلم حسین صابری ترجمه شده و در 5 جلد و با نام تفسیر آیه های متشابه و مورد اختلاف در مشهد بنیاد پژوهش‌های اسلامی چاپ شده‌است

#### أعلام الطرائق فی الحدود والحقائق
ابن شهرآشوب در این اثر به عنوان یکی از وسیع‌ترین آثار جامع العلومی کهن در تمدن اسلامی، به تعریف اصطلاحات علوم و فنون مختلف پرداخته‌است. از آنجان که نویسنده در ذیل بسیاری از اصطلاحات کلامی و فلسفی با نقل آراء دانشمندان پیش از خود، گاهی به نقد آراء آنان می‌پردازد، میزان تسلط او را در علوم گوناگون می‌توان دید و این اثر، او را از عنوان یک محدث فراتر برده و گویای وسعت اطلاعات او در رشته‌های دیگر است. این کتاب در دو جلد با تحقیق سید علی طباطبائی یزدی از انتشارات علمی و فرهنگی در سال ۱۳۹۳ در تهران منتشر شد.

### آثار خطی

#### مثالب النواصب(:بدی‌های آشکارکنندهٔناصبیان)
این کتاب را خود گردآورنده در معالم العلما ۹ و در اجازه‌ای که به شاگردش علیِ جعفر جامعانی داده (افندی، ۳/۳۸۳)، ذکر کرده‌است. نسخه‌ای از این کتاب در کتاب‌خانهٔ سپه‌سالار موجود است.

### آثار یافت‌نشده و منسوب
خود گردآور در کتاب معالم العلماء و اجازه‌اش به جامعانی این کتاب‌ها را آورده‌است:
المخزون و المکنون فی عیون الفنون (اندوخته‌ها و پنهانی‌های چشمه‌های هنر)، مائدة الفائدة، المثال فی الامثال، الحاوی فی الفتاوی، الاوصاف، المنهاج.
از این آثار اغلب جز نام چیزی در دست نیست. تنها خود مؤلف در مناقب ۲/۴۸ یاد آورده‌است که در خطبهٔ بی الف و بی نقطهٔ امیرالمؤمنین علی (ع) را در المخزون آورده‌است. نیز صفدی در مورد مائدة الفائدة گفته در این کتاب مطالب نادر و کم‌یاب گرد آورده‌است. پسر شهرآشوب در معالم کتاب دیگری را با عنوان الاسباب و النزول علی مذهب آل الرسول آورده که ظاهراً همان کتاب بیان التنزیل است که نزد علامهٔ مجلسی بوده و او ازش در بحار نقل کرده، اظهار کرده که کتابی کوچک ولی پرمحتوا است.

## پی‌نوشت‌ها و منابع
1. ↑  سند سماع کتاب سلیم بن قیس (ص ۶۳)
2. ↑  اهل ساری، ساری‌ای، ساریایی، ساری‌زی
3. ↑  صفدی، ۴/۱۶۴
4. ↑  دانشنامهٔ بزرگ اسلامی، بزرگ اسلامی، ج ۴، ص ۹۰
5. ↑  لؤلوة البحرین، شیخ یوسف بحرانی، ص ۳۴۰
6. ↑  مقدمهٔ کتاب غرر الحکم، عبدالواحد آمدی
7. ↑  صفدی، همان‌جا؛ طباخ، ۴/۳۰۸–۳۰۹
8. ↑  فارسی، ۳۵۸
9. ↑  مفاخر اسلام، ج ۳، ص ۵۰۲
10. ↑  معالم العلماء، ابن شهرآشوب، تصحیح عباس اقبال، مطبعهٔ فردین، تهران، ۱۳۵۳ ق، چ اوّل، ص ۱
11. ↑  رجوع کنید به مفاخر اسلام، ص ۵۵ ۵۰۲ (در معرفی این ۳ اثر از این کتاب شریف با تصرفات و اضافاتی استفاده شده‌است)
12. ↑  ابن شهرآشوب، مناقب، ۱/۶
13. ↑  سلیم، ۶۳
14. ↑  ابن ادریس
15. ↑  آقابزرگ، ۲۰/۱۷۵؛ ابن بطریق،
16. ↑  فوائد الرضویه، ص ۷۱۳
17. ↑  فوائد الرضویه، ص ۷۱۳
18. ↑  صفدی، همان‌جا؛ طباخ، ۴/۳۰۹). افندی (۵/۱۲۶)
19. ↑  ریحانة الادب، ج ۸، ص ۶۵
20. ↑  ابن شهر آشوب، مناقب، ۱/۹–۱۲؛ همو، معالم العلماء، ۵۵، ۱۳۵
21. ↑  دانش‌نامهٔ بزرگ اسلامی
22. ↑  لؤلوة البحرین، ص ۳۴۷
23. ↑  معالم العلماء، ابن شهرآشوب، ص ۲۵
24. ↑  مقدمهٔ کتاب غرر الحکم و درر الکلم، سید جلال الدین اُرموی
25. ↑  طبقات مفسران شیعه، عقیقی بخشایشی، ج ۲، ص ۵۹ و ۶۰
26. ↑  معالم العلماء، ص ۱۴۵
27. ↑  طبقات مفسران شیعه، ج ۲، ص ۱۴۴
28. ↑  معالم العلماء، ص ۵۵؛ الکنی و الالقاب، ج ۳، ص ۷۲
29. ↑  دانش‌نامهٔ تشیع، ج ۳، ص ۵۹۴
30. ↑  رجوع کنید به معالم العلماء، ص ۱۱۹، رقم ۷۹۰.
31. ↑  مقدمهٔ معالم العلماء، ص ۸
32. ↑  آقابزرگ، ابن بطریق، همان جاها؛ ابن شاکر، ۴/۲۶۹؛ ابن زهره، ۶۰، ۷۷. بهبهانی (ص ۳۷)
33. ↑  ص ۲۰۵
34. ↑  مامقانی، ۳/۱۵۷
35. ↑  ابن حجر، ۵/۳۱۰؛ ابن بطریق، ابن زهره، همان جاها
36. ↑  نگاه کنید به سطور پیشین
37. ↑  در معالم ص ۱۱۳
38. ↑  در الملاحم ص ۱۹۸ و ۲۰۰
39. ↑  نگاه کنید به بیاضی، ۱/۱۲
40. ↑  آقابزرگ، ۲۴/۸۸
41. ↑  نگاه کنید به بیاضی، ۱/۱۱
42. ↑  ۳/۴۸۴
43. ↑  نگاه کنید به حر عاملی، ۲/۲۸۵
44. ↑  متشابه، ۲/۲۸۵
45. ↑  رجوع کنید به مفاخر اسلام، ص ۵۵ ۵۰۲ (در معرفی این سه اثر از این کتاب شریف با تصرفات و اضافاتی استفاده شده‌است)
46. ↑  ص ۱۱
47. ↑  سپهسالار، ۵/۴۹۸
48. 1 2  همان‌جا
49. ↑  افندی، همان‌جا
50. ↑  ۴/۱۶۴
51. ↑  ۱/۲۹